# Venevisión
Venevisión (oficialment Corporación Venezolana de Televisión) és un canal de televisió oberta veneçolà operat per Cisneros Media, i propietat de l'Organització Cisneros. Va començar les seves transmissions l'1 de març de 1961. Compte amb un canal internacional anomenat Ve Plus, distribuït en països a Amèrica i Europa. La principal empresa productora i distribuïdora del canal és Cisneros Media Distribution, anteriorment coneguda com a Venevisión International.
Actualment, Venevisión és el canal més antic del país, ja que la cadena estatal Televisora Nacional va deixar de transmetre el 1991 i RCTV el 2007. Venevisión es va inaugurar oficialment el 1961.

## Història

### Inicis
El 1960 va fer fallida l'empresa que operava el canal 4 de Caracas,, anomenada aleshores Televisión Independiente S.A. (Televisa), que havia estat fundada el 1953. Això a causa de problemes econòmics, el canal suspèn les seves transmissions a mitjan 1960 i es declara en fallida.
Va ser llavors quan el llavors president de Veneçuela, Rómulo Betancourt, va proposar Diego Cisneros que assumís el repte de comprar Televisa. Diego Cisneros va acudir al remat de Televisa i va guanyar la licitació. En juliol de 1960 va néixer Venevisión.

### Fundació i expansió (1961-1971)
El 27 de febrer de 1961, Venevisión va començar oficialment les seves transmissions amb un espectacle inaugural especial on hi van participar milers de persones i convidats internacionals, especialment la presència de l'actriu estatunidenca Joan Crawford, un dels mites de l'època daurada de Hollywood. La cerimònia es va dur a terme en les instal·lacions de la cadena. Les emissions començaven a les 6:00pm i acabaven a les 11:15pm.
Venevisión va començar amb un capital de 5,5 milions de bolívars i 150 empleats, entre ells artistes, administradors i personal tècnic. Els administradors originals de Venevisión van ser Diego Cisneros (president), Alfredo Torres (cap de la transmissió), Héctor Beltrán (director de producció), i Orlando Cuevas (gerent general).
Inicialment, Venevisión va transmetre en viu, ja que encara no s'havia instal·lat magnetoscopis als estudis del canal per a transmetre programació gravada. A excepció de les notícies, per a l'elaboració dels seus programes es van utilitzar els formats tècnics utilitzats en les pel·lícules d'aquesta època. En un curt període, Venevisión va ampliar el seu senyal a nivell nacional, i va ser el canal més sintonitzat arreu del país.
En març de 1961, Venevisión va signar dos acords amb la cadena estatunidenca ABC: un de suport tècnic i l'altra per als drets de transmissió dels programes de cadascun. Gràcies a aquests acords, Venevisión va poder completar l'adquisició de magnetoscopis.
En el seu primer any d'existència, Venevisión va invertir aproximadament 800.000 bolívars al mes en publicitat. La primera telenovel·la produïda pel canal va ser La cruz del diablo, que es va transmetre tots els dies en viu i per espai de 15 minuts. Igualment surt a l'aire el primer noticiari anomenat Informaciones Venevisión, que també durava 15 minuts. Les dues primeres estrelles llatinoamericanes que apareixen en la pantalla de Venevisión van ser Olga Guillot i Lucho Gatica. Al desembre d'aquest any Venevisión realitza la primera marató de 24 hores de durada, es va dir Venemarathon, i és conduït per Héctor Beltrán, Amelia Román i América Alonso entre d'altres. Es realitza amb la finalitat de recaptar joguines per als nens més necessitats.
Ja el 1965 Venevisión emetia 18 dels 20 espais de major audiència en Veneçuela. En poc temps es va convertir en el primer circuit nacional amb els canals 4, 6, 7, 9 i 12 arribant a tots els racons del país.
En la dècada dels 70, igual que altres estacions de televisió en Veneçuela, Venevisión va començar a experimentar amb les transmissions a color.
El 1971, Venevisión va començar la distribució internacional dels seus programes gràcies a la implementació de la tecnologia del video-tape anys enrere. La seva primera venda internacional va ser la telenovel·la Esmeralda produïda per José Crousillat en aquest mateix any, escrita per Dèlia Fiallo i protagonitzada per la reeixida parella del moment Lupita Ferrer i José Bardina. Aquest fet marca una fita històrica per a l'empresa perquè les seves produccions podrien ser vistes arreu del món.

### Transcurs del canal (1972-1997)
El 29 de gener de 1972, Venevisión crea un dels programes més longeus del canal i la televisió veneçolana, Sábado Sensacional, que encara és emès actualment. Aquest mateix any s'adquireix els drets per a transmetre i produir anualment el certamen de bellesa Miss Veneçuela, just quan la maduresa del concurs comença a donar fruits
El 1974, el canal comença a transmetre la Copa del Món de Futbol de 1974 realitzat a Alemanya Occidental, sent el segon canal veneçolà a portar aquest esdeveniment, i que fins avui en dia ho continua fent. Va ser el primer Mundial transmès per aquesta cadena i el segon a Veneçuela, ja que el primer esdeveniment d'aquesta magnitud (Mèxic 1970) es va transmetre exclusivament per Radio Caracas Televisión.
El 1976, Venevisión va traslladar els seus transmissors, els quals estaven situats en la part superior d'un edifici en La Colina, un sector al nord de Caracas, on originalment s'hi trobaven les instal·lacions del canal, molt a la vora de Venezolana de Televisión i CANTV.
A Los Mecedores, es va instal·lar una potent antena amb una altura de 100 metres. Amb aquesta nova antena, el senyal de Venevisión va ser capaç d'arribar a Petare, Caricuao i Guarenas amb millor qualitat.
El 1978, el Ministeri de Transport i Comunicacions va multar Venevisión amb 4.000 bolívars de l'època en dues ocasions diferents en una setmana pel fet que va violar els reglaments establerts per a les transmissions a color. No obstant això, el senyal continuava sortint en blanc i negre, però gradualment la programació començaria a ser registrada i després arxivada en colors (anys després es descobriria això). Això es va prolongar fins al 30 de novembre de 1979 quan es va informar que la TV veneçolana ja podria transmetre a partir del 1 de desembre de aquest any tota la seva programació a nivell nacional utilitzant la policromia. El 8 de desembre d'aquest any, a nivell nacional, es fa la primera transmissió a color amb el Festival de la Cançó Iberoamericana (OTI) des de les unitats mòbils de Venevisión.
El 1981, l'Organització Cisneros i Venevisión es col·loquen al capdavant com a accionistes majoritaris del Miss Veneçuela, i nomena a Osmel Sousa com el seu President.
El 1982, Venevisión va iniciar els treballs preliminars a la ciutat dEl Tigre (Estat Anzoátegui) per a instal·lar equips que van ampliar i van millorar la cobertura en aquesta regió.
L'1 de novembre de 1986, Venevisión inicia les seves transmissions via satèl·lit, sent la primera estació de televisió de Veneçuela a expandir el seu senyal a tot el continent.
El 27 de maig de 1987, el president Jaime Lusinchi renova a Venevisión la seva concessió per a transmetre per 20 anys més, fins al 27 de maig de 2007.
El 1989 es crea Venevisión International, per a distribuir produccions del canal i tercers al mercat hispà dels Estats Units i Llatinoamèrica. Al novembre d'aquest mateix any, el Ministeri de Transport i Comunicacions sanciona al canal suspenent-li la transmissió per 24 hores (mesura que també va ser aplicada a RCTV i Televen), al·legant una "violació a la resolució 1.029" que prohibia expressament la difusió en ràdio i televisió de tascons publicitaris que incitessin al consum de begudes alcohòliques i cigarrets.
El 4 de febrer de 1992, el president Carlos Andrés Pérez, es va dirigir a la nació des dels estudis de Venevisión durant un intent de cop contra el seu govern. A partir del 22 de març de 1992, Venevisión emetria durant 24 hores els divendres, dissabtes i diumenges.
Per a 1993 signa contracte amb Lliga Veneçolana de Beisbol Professional per a començar transmetre les seves temporades, fins a l'any 2018 quan va deixar de transmetre's per aquest canal al·legant "problemes de logística".
En abril de 1994, es va començar a emetre durant 24 hores i els set dies a la setmana. Avui dia, Venevisión està en l'aire les 24 hores del dia, els set dies a la setmana.
El 1995, Venevisión va ser la primera estació de televisió a Amèrica del Sud a transmetre notícies i pel·lícules amb subtítols i àudio d'alta qualitat. El 1996 Venevisión trasllada a tot un equip per a la transmissió en viu i directe dels Jocs Olímpics d'Atlanta 1996, sent l'única ocasió en què el canal transmet aquests jocs.
El 1997, presentaria una prova de "Experiència 3D", els lents serien venuts a diferents botigues del país, entre elles la desapareguda cadena de Supermercats CADA, per a veure els programes en format 3DTV per una setmana.

### Dècades del 2000 i 2010
En el 2007, va començar a transmetre simultàniament la Copa Amèrica i Miss Veneçuela 2007 en format d'alta definició, encara que no seria fins a l'any 2011 que oficialment el format de vídeo per a la programació podria variar entre SDTV i HDTV, aquest últim usat només per al Miss Veneçuela per a les seves transmissions a OnDirecTV.
Pel 2012 va gravar la seva primera telenovel·la en alta definició, Los secretos de Lucía, encara que va haver de ser emesa per Venevisión Plus, i va ser en 2015 la producció Amor Secreto la primera novel·la HD en ser emesa, però en SD.
Des del mes de març de 2015, Venevisión es va convertir en el canal més longeu de Veneçuela en complir 54 anys, superant a RCTV qui va finalitzar les seves transmissions als 53 anys. Posteriorment, el 27 de maig de 2012 la Comissió Nacional de Telecomunicacions li renova la concessió per 5 anys.
Per al 2016 el canal tornaria a emetre la Major League Baseball, esdeveniment que solia emetre entre 1975 i 1993, encara que aquesta vegada, només els diumenges. Igualment des d'aquest mateix any el canal emetria altres categories dels mundials de futbol, com la Copa Mundial Femenina de Futbol Sub-17 i Sub-20, realitzats a Jordània i Papua Nova Guinea respectivament, a més de la Copa Mundial de Futbol Sub-20 de 2017, realitzat a Corea del Sud, i finançat per Empresas Polar.
Des d'abril de 2018 el canal modifica el seu relació d'aspecte a 16:9 widescreen en els seus programes d'entreteniment que estiguin gravats, a més de passar a ser produccions de Venevisión Plus, això amb la intenció de traslladar les operacions actuals a l'empresa filial, mentre les produccions en viu continuarien sent en 4:3 fullscreen. El 2 d'octubre del mateix any Conatel mitjançant un comunicat informa la renovació de la concessió a Venevisión, però sense aclarir quant temps duraria. Posteriorment, el 10 d'octubre el president de la Lliga Veneçolana de Beisbol Professional (LVBP), Juan José Ávila, informo que Venevisión no transmetrà la temporada 2018-19 per raons desconegudes, però no interrompia la seva cobertura del beisbol local des que va començar a fer-ho el 1993.

## Programació
Venevisión transmet 8.760 hores de programació a l'any. Compta amb 11 estudis de so que abasten 10.500 metres quadrats. La major part dels espais transmesos està conformat per programes realitzats en el canal, i per productors nacionals independents, tal com l'estableix la Llei de Responsabilitat Social en Ràdio i Televisió, els quals inclouen: telenovel·les, sèries, programes de televisió, comèdies, infantils, esportius, culturals, varietats, musicals, participatius, i diversos espectacles, especials, entre d'altres. També destaquen en aquesta programació espais noticiosos i d'opinió.

## Senyals internacionals
Venevisión llança el seu primer senyal internacional el 28 d'agost de 2000, amb el nom de Venevisión Continental, durant 8 anys es va mantenir com un canal reeixit d'entreteniment llatí.
En juliol de 2008 el canal decideix rellançar-se amb un altre nom especialitzat en el gènere llatí actual, amb el nom de Novelisima, conservant la seva antiga programació però eliminant conceptes d'opinió, esports, política, només conservant els programes de matèria d'entreteniment, telenovel·les i comèdia. Novelisima va estar disponible en Amèrica Llatina i Europa excepte Veneçuela, República Dominicana i Colòmbia, ja que comptaven amb la seva feed local que són Venevisión Plus des de 2007, Venevisión Plus Dominicana des de 2010 i Ve Plus TV Colòmbia des de 2012, respectivament.
En juliol de 2012 els senyals de Novelísima i Venevisión Plus Dominicana es van fusionar en un nou canal anomenat Ve Plus TV per a tota Llatinoamèrica i Espanya, que al costat de Venevisión+Plus a Veneçuela i VmasTV en Colòmbia, conformen els senyals internacionals de Venevisión. En 2016 VmasTV va canviar de nom a Ve Plus TV Colòmbia (posteriorment es va unificar amb el senyal internacional original del canal) i es va llançar el senyal HD del canal Ve Plus TV. El 8 de febrer de 2017 es va llançar als Estats Units el senyal de Venevisión USA, canal amb contingut original de la cadena per a l'audiència hispana d'aquest país. L'11 de febrer de 2019, Cisneros Media va anunciar la unificació del senyal de Venevisión Plus amb la seva filial Ve Plus. A partir de maig de 2019 Venevisión USA s'uneix a la nomenclatura internacional, quedant com Ve Plus USA
La cadena Venevisión actualment posseeix tres senyals internacionals, dels quals una és en alta definició, on transmeten les seves produccions, produïts majoritàriament a Veneçuela i a Miami - Estats Units:
- Ve Plus Veneçuela: Veneçuela
- Ve Plus: Amèrica Llatina i Espanya
- Ve Plus USA: Estats Units

## Noticiero Venevisión
Noticiero Venevisión (anteriorment El informador) La seva primera emissió va ser en la dècada dels anys 60. Actualment compta amb tres emissions:
| Noticiari         | Emissió                                    | Conductors                         | Seccions |
| ----------------- | ------------------------------------------ | ---------------------------------- | --- |
| Primer Contacto   | dilluns a divendres de 7.00 a 8.00 AM      | Ángel López i Yogheisa Adrían      | Notícies nacionals i internacionals                                                                                                   |
| Emisión Matutina  | dilluns a divendres de 6:00 a 7:00 AM      | Lirio Pérez Petit - Gregorio Rojas | Entrevista Venevisión Como amanece Venezuela Ponte al día Internacionales Vida y Salud A tu salud Light Deportes Estrenos y Estrellas |
| Emisión Meridiana | dilluns a divendres de 12:00 a 1:00 PM     | Endrina Yépez - Milagros Zambrano  | Entrevista Venevisión Internacionales Vida y Salud Deportes Estrenos y Estrellas                                                      |
| Emisión Estelar   | dilluns a divendres de 07:00 PM a 08:00 PM | Néstor Brito - Marietta Puche      | Internacionales Vida y Salud Deportes Estrenos y Estrellas                                                                            |

### Plataforma en línia
Actualment Noticiero Venevisión també està present a Internet a través del web noticierovenevision.net, i també té noticierovenevision.tv per a veure les emissions i avanços del mateix en viu i directe, on es reflecteixen les informacions més importants de l'esdevenir nacional i internacional. Addicionalment, l'espectre informatiu de Noticiero Venevisión també abasta la transmissió de notícies pels seus portals a Facebook, Twitter, Instagram i Youtube.

## Identificatius

### Eslògans
Aquesta és una llista parcial dels eslògans utilitzats per Venevisión al llarg de la seva història, el canal sempre acostuma a canviar la seva imatge gràfica quan canvia l'eslògan.
- 1961-1965: "¡Es bueno, vale!"
- 1966: "En información, acción y emoción, el 66 es de Venevisión"
- 1967-1969: "En información, acción y emoción, la V es de Venevisión"
- 1970-1980: "Primer circuito nacional"
- 1980: "En la era del color"
- 1981-1987: "Televisión con clase"
- 1988: "Lo mejor está aquí, en Venevisión" / "Con todo"
- 1989: "La verdad se V en pantalla" / "La televisión que si se V" / "Lo mejor"
- 1990: "La televisión de los 90"
- 1991: "Siempre lo mejor con Todo"
- 1992: "La verdad que se V" / "Venevisión es para ti"
- 1993: "Televisión total" / "Venevisión el canal"
- 1994: "Cerca de ti" / "El canal del mundial de fútbol USA 94"
- 1995: "Toda Venezuela Ve... Venevisión" / "Como el 4 no hay 2"
- 1996: "Siempre Arriba"
- 1997: "Porque en el 97 Venevisión es mucho más"
- 1998: "Junto a ti" / "El canal del Mundial" / "Mejor imposible"
- 1999: "Siente Venevisión"
- 2000: "Vibra" / "Vive la emoción" / "Con la V de Venezuela, se escribe Venevisión"
- 2001-2004: "Siempre Venevisión" / "Vive en Ti" / "Vívela"
- 2005: "Es tu vida, Venevisión Vive en Ti"
- 2006: "Vivamos juntos"
- 2007: "Somos Venevisión"
- 2008: "Somos Venevisión, puro entretenimiento"
- 2009: "Somos lo que te gusta, puro entretenimiento"
- 2010-2014: "Como tú" / "El fútbol es tuyo"
- 2011-Actualidad: "Somos Lo Que Queremos" "(Campaña Social)"[21]
- 2015-2018: "Mucho más que ver"
- 2016: "Venevisión 55 años y los que faltan"[4]
- 2018-Actualidad: "Tu Emoción"

### Locutors
- Winston Vallenilla Carreyó (1964-2018)
- Horacio Díaz Manzo (1989-presente)
- Néstor Brito Landa (2016-2017)
- Mariela Celis (2011-2015)
- José Antonio Castillo Bravo (2006-presente)
- Carlos Eduardo Ball (1969-1993)
- Blas Federico Jiménez + (1970s-1980s)
- Luis López Puente (1970s -1980s)
- Yulika Krausz (1993-1994)
- Víctor Hugo Bracamonte (1995-1996)
- Jesús Leandro (1996-2003)
- Humberto Tancredi (2000-2003)
- Oscar Alejandro Pérez (2011-2012)
- Saúl Martínez † (1993-1994)
- Henrique Hoffman (1988-1995)
- Antonio Adolfo Araíz (2001-2003)
- Vladimir Quintero (1995-2000)

### Logotip
- 1961-1966: El primer logotip constava d'un triangle negre, i davant d'aquest un triangle gris amb la "V" dins d'aquest, i és continuat amb la resta del nom del canal en negre. A dalt d'aquest se situa el nom original del canal, "Corporació Veneçolana de Televisió" .
- 1966-1970: El segon logotip constava d'un triangle negre amb la "V" dins d'aquest. "Vene" es posa en color gris, i "Visió" de color negre. S'elimina el nom original del canal del logo.
- 1970-present: El tercer logotip, i actual del canal, consta d'un "V" amb un arc de baix d'aquest conformat per llorers .
- Aquest logotip descrit és l'usat de manera monocromàtica, és a dir, que aquesta és la versió que es reprodueix com una taca contínua, sense graduacions ni ombrejos, amb això, es destaca que el logotip ha tingut diverses variacions amb els anys i amb les etapes d'imatge ID.
- Té un distintiu especial en color daurat que indica que es transmet un esdeveniment especial o succés destacat (com Miss Veneçuela o la Copa Mundial de Futbol).[22]

### Mascota i marxa
Venevisión com moltes institucions i/o canals posseeix la seva pròpia mascota, el famós Tigrito de Venevisión, que va aparèixer per primera vegada el 1961, que representa l'audàcia i el valor del poble veneçolà. Des de la dècada del 2000s aquesta mascota deixa de tenir aparicions al canal.
En 1964 és creada pel mestre Aníbal d'Abreu, germà de José Antonio Abreu, la famosa Marcha de Venevisión. Aquesta marxa és un identificatiu general del canal per a esdeveniments o fets de gran importància, com la coronació d'una Miss Veneçuela. Compta amb diverses versions especials per a missatges nadalencs o bumpers ID.

## Incidències
- Venevisión, igual que altres mitjans de comunicació privats de Veneçuela, va ser acusat de ser un presumpte partícip del Cop d'estat de l'11 d'abril de 2002, en els quals va ser acusada pel mateix Hugo Chávez d'emetre dibuixos animats en lloc de les imatges del que realment ocorria als carrers. Des del terrat d'un edifici i per via microones un periodista narrava els fets de Puente Llaguno informant sobre una massacre que va ser desmentida més endavant amb un vídeo que va ocultar el canal de notícies Globovisión i, que demostrava, que el govern no disparava a la marxa opositora, sinó a uns franctiradors. També fou criticat des de Miraflores pel suport a l'atur petrolier de 2002-2003.
- Venevisión també ha estat acusada pel President Nicolás Maduro de suposadament "conspirar" i realitzar "apologia del delicte" per emetre imatges en el seu noticiari de les protestes a Veneçuela de 2014, la consulta nacional de 2017[23] i de la "falta" de cobertura a les eleccions a l'Assemblea Nacional Constituent de 2017,[24] del qual rebria una sanció per part de Conatel.[25]
- Des del 2005, el canal ha estat acusat tant per sectors de la dreta com de l'esquerra veneçolana per "distreure i atontar" al poble veneçolà, basant-se precisament en l'excés de telenovel·les (nacionals i internacionals) i per la falta de cultura veneçolana o de qualsevol tipus en la seva programació.
- Venevisión va rebre fortes crítiques sobre la signatura de pacte de no agressió contra Hugo Chávez, i també va ser criticat per no donar suport a Radio Caracas Televisión, solament a Venezolana de Televisión.
- El canal ha estat durament acusat per l'esquerra veneçolana per ser "un canal de doble moral", a més d'afirmar-se que la seva creació en primer lloc va ser per interessos polítics, això a causa de la publicitat positiva que se li va fer en els 80 i 90 al llavors president Carlos Andrés Pérez (el segon govern del qual va ser testimoni a El Caracazo, i qui a més, va rebre dos cops d'estat el 1992, per a després ser destituït del seu càrrec per corrupció el 1993).
- A causa de la Crisi econòmica a Veneçuela present des de 2013, el canal ha sofert dificultats econòmiques per a dur a terme produccions, i especialment poder mantenir als seus talents i especialment treballadors,[12] qui han denunciat precarització laboral sistemàtica, venciment de la convenció col·lectiva, pèrdues de beneficis i la retirada a més de 2000 empleats (comptava amb 748 empleats al febrer de 2018, quan va arribar a comptar amb gairebé 4000 empleats abans de 2013).[12]